# Nadezhda Zajarova
Nadezhda Dmitrievna Zajarova (nacida el 9 de febrero de 1945 en Golovino, Unión Soviética) es una exjugadora de baloncesto rusa. Consiguió 8 medallas en competiciones oficiales con la URSS.